# Michael Nylander
Michael Gunnar Nylander (ur. 3 października 1972 w Sztokholmie) – szwedzki hokeista, reprezentant Szwecji, dwukrotny olimpijczyk. Trener hokejowy.
Jego bracia Peter (ur. 1976) i Thommy (ur. 1989) oraz synowie William (ur. 1996) i Alexander (ur. 1998) także są hokeistami.

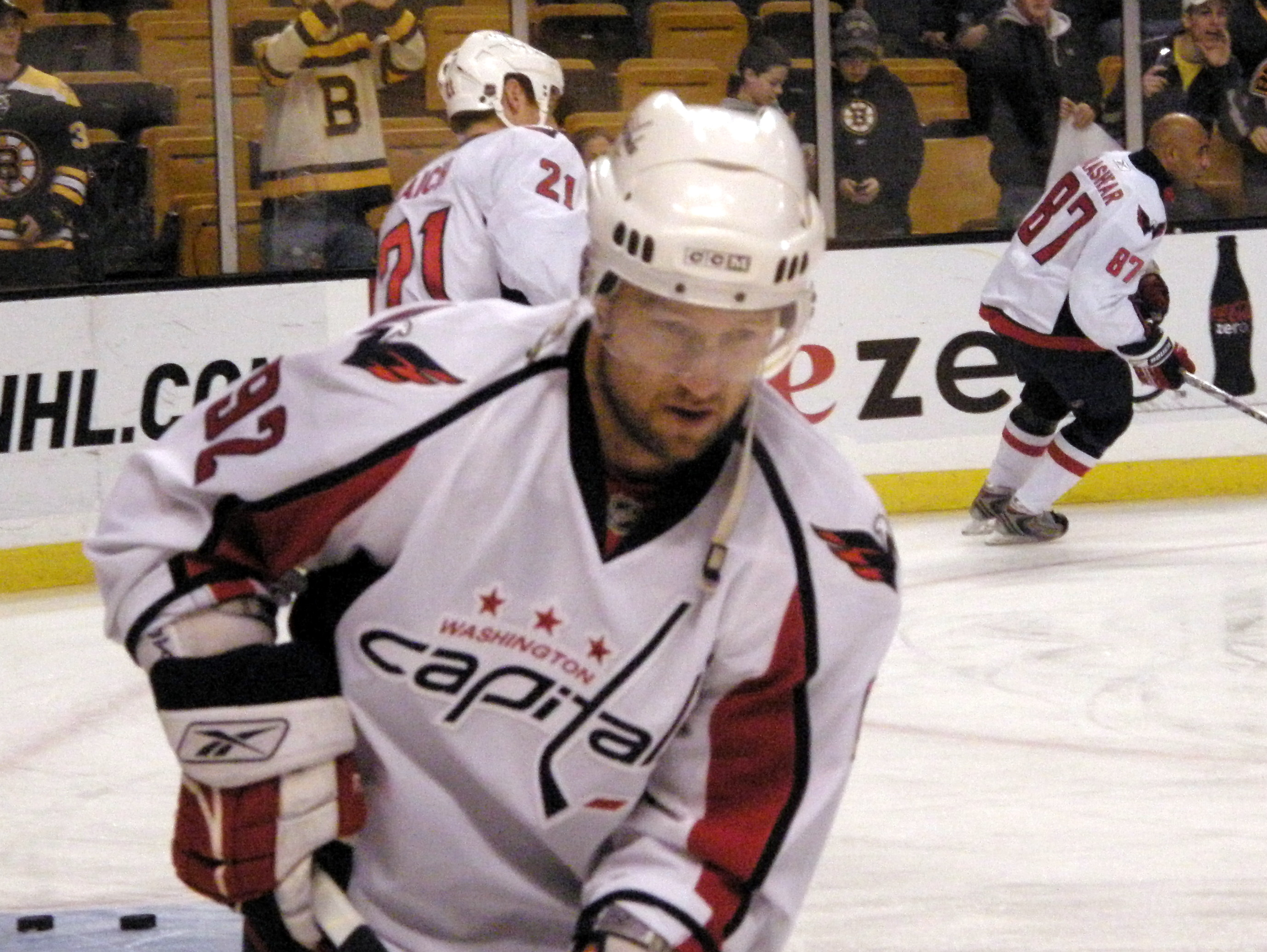
Michael Nylander w barwach Washington Capitals (2009)

## Kariera
- Arlanda (1987)
- Huddinge IK (1989–1991)
- AIK (1991–1992)
- Hartford Whalers (1992–1994)
- Springfield Indians (1994)
- Calgary Flames (1994)
- JYP (1994–1995)
- Calgary Flames (1995–1996)
- HC Lugano (1996–1997)
- Calgary Flames (1997–1998)
- Tampa Bay Lightning (1998–1999)
- Chicago Blackhawks (1999–2002)
- Washington Capitals (2002–2003)
- Boston Bruins (2003–2004)
- Oulun Kärpät (2004)
- SKA Sankt Petersburg (2004)
- Ak Bars Kazań (2004–2005)
- New York Rangers (2005–2007)
- Washington Capitals (2007–2009)
  -  Grand Rapids Griffins (2009–2010)
  -  Jokerit (2010)
  -  Rochester Americans (2010–2011)
- ZSC Lions (2011–2012)
- Kloten Flyers (2012)
- HC Vita Hästen (2012)
- HC Bolzano (2012)
- Södertälje SK (2013)
- Rögle BK (2013)
- HC Vita Hästen (2014)
- AIK (2014-2015)

Wychowanek klubu Huddinge IK. W drafcie NHL z 1991 został wybrany przez Hartford Whalers. Podczas lockoutu grał w fińskiej lidze SM-liiga oraz w rosyjskiej Superlidze. Od stycznia 2013 zawodnik Södertälje SK, a od sierpnia do grudnia 2013 w klubie Rögle BK.
W trakcie sezonu Elitserien (2012/2013) w barwach klubu wystąpił wraz ze swoim synem (w tym czasie Michael miał 40 lat, a William 16). Od lutego 2014 ponownie zawodnik AIK. W sezonie 2014/2015 w drużynie AIK zadebiutował jego drugi syn, wówczas 16-letni Alexander.
Uczestniczył w turniejach mistrzostw świata w 1992, 1993, 1996, 1997, 1999, 2000, 2002, 2004, 2006, 2010, Pucharu Świata 1996 oraz zimowych igrzysk olimpijskich 1998, 2002.
W sezonie 2014/2015 był asystentem szkoleniowca AIK. We wrześniu 2015 został asystentem trenera kanadyjskiego klubu Mississauga Steelheads w lidze juniorskiej OHL w strukturze CHL, którego zawodnikiem był wówczas jego syn Alexander.

## Sukcesy
Reprezentacyjne
- Złoty medal mistrzostw Europy juniorów do lat 18: 1990
- Srebrny medal mistrzostw Świata Juniorów do lat 20: 1992
- Złoty medal mistrzostw świata: 1992, 2006
- Srebrny medal mistrzostw świata: 1993, 1997
- Brązowy medal mistrzostw świata: 1999, 2002, 2010

Klubowe
- Złoty medal TV-Pucken: 1989 z Ångermanland
- Złoty medal mistrzostw Finlandii: 2005 z Kärpät
- Mistrzostwo Dywizji NHL: 2004 z Boston Bruins

Indywidualne
- Elitserien 1991/1992:
  - Najlepszy pierwszoroczniak sezonu
  - Årets Junior - najlepszy szwedzki junior sezonu
- Mistrzostwa świata juniorów do lat 20 w 1992:
  - Pierwsze miejsce w klasyfikacji strzelców turnieju: 8 goli
  - Pierwsze miejsce w klasyfikacji asystentów turnieju: 9 asyst
  - Pierwsze miejsce w klasyfikacji kanadyjskiej turnieju: 17 punktów
  - Skład gwiazd turnieju
  - Najlepszy napastnik turnieju
- Mistrzostwa świata 1993:
  - Pierwsze miejsce w klasyfikacji asystentów turnieju: 7 asyst
- Mistrzostwa świata 1997:
  - Skład gwiazd turnieju
  - Najlepszy napastnik turnieju

## Statystyki
| 1989-1990 | Huddinge IK          | Szw-1      | 31  | 7   | 15  | 22  | 4   | 5  | 3  | 0  | 3  | 0  |
| 1990-1991 | Huddinge IK          | Szw-1      | 33  | 14  | 20  | 34  | 10  | 2  | 0  | 0  | 0  | 0  |
| 1991-1992 | AIK                  | Elitserien | 40  | 11  | 17  | 28  | 30  | 3  | 1  | 4  | 5  | 4  |
| 1992-1993 | Hartford Whalers     | NHL        | 59  | 11  | 22  | 33  | 36  | -- | -- | -- | -- | -- |
| 1993-1994 | Hartford Whalers     | NHL        | 58  | 11  | 33  | 44  | 24  | -- | -- | -- | -- | -- |
| 1993-1994 | Springfield Indians  | AHL        | 4   | 0   | 9   | 9   | 0   | -- | -- | -- | -- | -- |
| 1993-1994 | Calgary Flames       | NHL        | 15  | 2   | 9   | 11  | 6   | 3  | 0  | 0  | 0  | 0  |
| 1994-1995 | JYP                  | SM-l       | 16  | 11  | 19  | 30  | 63  | -- | -- | -- | -- | -- |
| 1994-1995 | Calgary Flames       | NHL        | 6   | 0   | 1   | 1   | 2   | 6  | 0  | 6  | 6  | 2  |
| 1995-1996 | Calgary Flames       | NHL        | 73  | 13  | 38  | 51  | 20  | 4  | 0  | 0  | 0  | 0  |
| 1996-1997 | HC Lugano            | NLA        | 36  | 12  | 43  | 55  | 28  | 8  | 3  | 8  | 11 | 8  |
| 1997-1998 | Calgary Flames       | NHL        | 65  | 13  | 23  | 36  | 24  | -- | -- | -- | -- | -- |
| 1998-1999 | Calgary Flames       | NHL        | 9   | 2   | 3   | 5   | 2   | -- | -- | -- | -- | -- |
| 1998-1999 | Tampa Bay Lightning  | NHL        | 24  | 2   | 7   | 9   | 6   | -- | -- | -- | -- | -- |
| 1999-2000 | Tampa Bay Lightning  | NHL        | 11  | 1   | 2   | 3   | 4   | -- | -- | -- | -- | -- |
| 1999-2000 | Chicago Blackhawks   | NHL        | 66  | 23  | 28  | 51  | 26  | -- | -- | -- | -- | -- |
| 2000-2001 | Chicago Blackhawks   | NHL        | 82  | 25  | 39  | 64  | 32  | -- | -- | -- | -- | -- |
| 2001-2002 | Chicago Blackhawks   | NHL        | 82  | 15  | 46  | 61  | 50  | 5  | 0  | 3  | 3  | 2  |
| 2002-2003 | Chicago Blackhawks   | NHL        | 9   | 0   | 4   | 4   | 4   | -- | -- | -- | -- | -- |
| 2002-2003 | Washington Capitals  | NHL        | 71  | 17  | 39  | 56  | 36  | 6  | 3  | 2  | 5  | 8  |
| 2003-2004 | Washington Capitals  | NHL        | 3   | 0   | 2   | 2   | 8   | -- | -- | -- | -- | -- |
| 2003-2004 | Boston Bruins        | NHL        | 15  | 1   | 11  | 12  | 14  | 6  | 3  | 3  | 6  | 0  |
| 2004-2005 | Oulun Kärpät         | SM-l       | 23  | 5   | 15  | 20  | 22  | -- | -- | -- | -- | -- |
| 2004-2005 | SKA Sankt Petersburg | Superliga  | 8   | 2   | 5   | 7   | 0   | -- | -- | -- | -- | -- |
| 2004-2005 | Ak Bars Kazań        | Superliga  | 5   | 0   | 1   | 1   | 2   | -- | -- | -- | -- | -- |
| 2005-2006 | New York Rangers     | NHL        | 81  | 23  | 56  | 79  | 76  | 4  | 0  | 1  | 1  | 0  |
| 2006-2007 | New York Rangers     | NHL        | 79  | 26  | 57  | 83  | 42  |    |    |    |    |    |
| NHL Razem | NHL Razem            | NHL Razem  | 808 | 189 | 420 | 609 | 412 | 34 | 6  | 15 | 21 | 12 |